# جاسمن جاي
جاسمن جاي (بالإنجليزية: Jasmine Guy)‏ مواليد 10 مارس 1962) ممثلة ومخرجة وراقصة ومغنية أمريكية. عرفت بدورها (دينا) في فيلم School Daze عام 1988، وشخصية (ويتني) في مسلسل عرض غوسبي A Different World ، 1984-1992-.
فازت جاي بستة جوائز متتالية من NAACP Image من عام 1990 حتى عام 1995 عن فئة ممثلة بارزة في مسلسل كوميدي عن دورها في العرض. وهي معروفة أيضًا بدور (روكسي هارفي) في فيلم Dead Like Me، و(شيلا) "Grams" بينيت في يوميات مصاص الدماء.

## روابط خارجية
- جاسمن جاي على موقع IMDb (الإنجليزية)
- جاسمن جاي على موقع ألو سيني (الفرنسية)
- جاسمن جاي على موقع ميوزك برينز (الإنجليزية)
- جاسمن جاي على موقع أول موفي (الإنجليزية)
- جاسمن جاي على موقع قاعدة بيانات برودواي على الإنترنت (الإنجليزية)
- جاسمن جاي على موقع قاعدة بيانات الأفلام السويدية (السويدية)
- جاسمن جاي على موقع إن إن دي بي (الإنجليزية)
- جاسمن جاي على موقع أول ميوزيك (الإنجليزية)
- جاسمن جاي على موقع ديسكوغز (الإنجليزية)
- جاسمن جاي على موقع قاعدة بيانات الفيلم (الإنجليزية)
- جاسمن جاي at the Internet Off-Broadway Database